# Kovalevisargidae
Kovalevisargidae zijn een uitgestorven vliegenfamilie van tweevleugeligen (Diptera). De wetenschappelijke naam van het geslacht is voor het eerst geldig gepubliceerd in 1997 door Mostovski.

## Taxonomie
De volgende geslachten zijn bij de familie ingedeeld:
- Kerosargus Mostovski, 1997[1] (2 soorten)  †
- Kovalevisargus Mostovski, 1997[1] (3 soorten)  †